# Spectravideo SVI-328

Spectravideo SVI-328 MK I

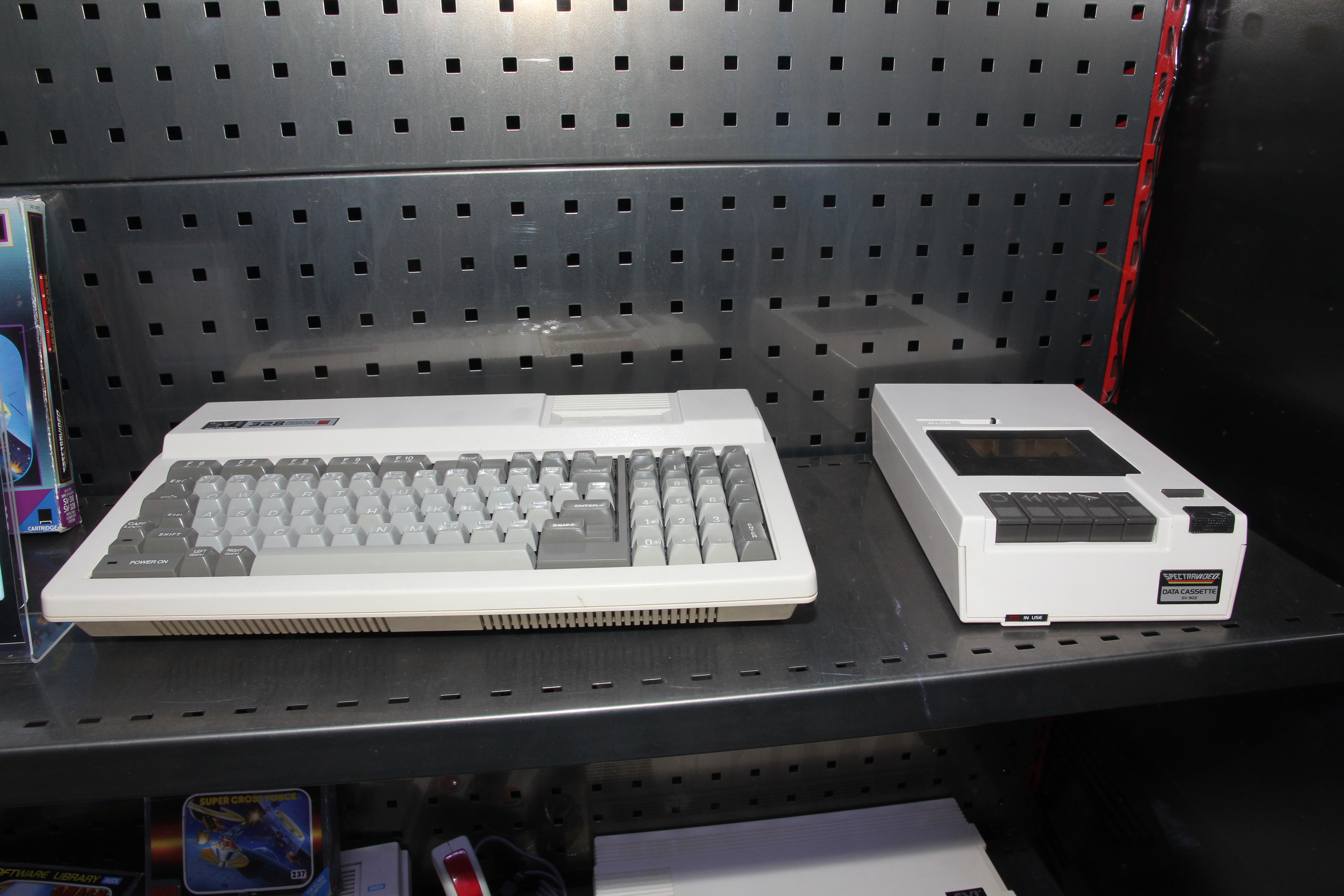
Computadora Spectravideo SV-328 con unidad de cinta en el Museo de computadoras y videoconsolas de Helsinki.

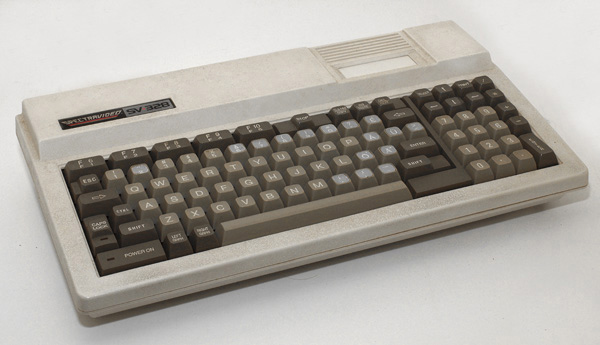
Spectravideo SVI-328

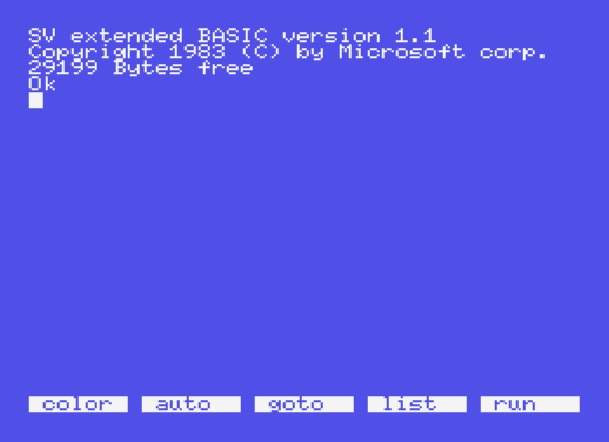
Pantalla BASIC de arranque del SVI-328

El SVI-328 fue un Microordenador de 8 bits basado en el microprocesador Zilog Z80, fabricado por Spectravideo en 1984, en cuyo hardware se basó el diseño del estándar MSX. Se lanzaron dos modelos, el SVI-328 orientado al mercado más profesional, y el  Spectravideo SVI-318, con menos memoria y peor teclado como modelo de gama baja.
Internamente son idénticas a los MSX, excepto por los ports y la disposición de la memoria. Basic con muy pocas diferencias, con muy fácil adaptación. Varias empresas sacaron adaptadores MSX. Spectravideo lanzó uno con ranura de Cartucho MSX y toma de casete MSX, pero no permitía la comunicación entre ambos modos. CGG (una empresa vasca) lanzó un cartucho y un disco que permitía no solo el uso de los juegos de cinta MSX y del MSX DOS, sino el pasar de modo SVI a MSX sin perder la memoria. No todos funcionaban, pero permite cargar una casete Basic MSX y cambiar a modo SVI, salvando en ese modo (las grabaciones MSX y SVI son incompatibles entre sí)
En España es importada por varias firmas como Dynadata, hasta que Indescomp (luego Amstrad España) se hace con la distribución oficial, que luego pasa a SVI España al establecer la casa madre una filial ante el éxito de sus MSX y compatibles PC. En el apartado Educación es destacable un producto de SVI España: un SVI328 con SuperExpander y HD de 10/20 Megas, actuando como servidor de una red de SVI 328/MSX como aula informática
Véase también: Spectravideo SVI-318 , MSX

## Detalles Técnicos
- Microprocesador Zilog Z80 A a 3,58 MHz[1] (NEC µPD780C mayoritariamente)
- ROM de 32 KiB (16 de ellas el intérprete BASIC), ampliables a 96 KiB mediante cartuchos SVI
- RAM de 64 KiB ampliables a 144 KiB mediante bancos externos (con los adaptadores SV-602 MiniExpander, SV-601a o SV-601b SuperExpander). 32 KiB accesibles directamente desde BASIC, aunque puede controlarse los bancos que ve el Zilog Z80
- VRAM 16 KB controladas directamente por un Chip de gráficos Texas Instruments TMS9918 con capacidad de 32 sprites. 16 colores disponibles. Caracteres redefinibles por el usuario. 3 modos direccionables desde BASIC
- Caja rectangular de plástico blanco. Ranura de cartucho SVI protegido por trampilla en la parte superior. LED de Power. Tomas de Joystick en el lateral derecho. Tomas de casete, expansión y TV/AV en la trasera.
- Teclado de 90 teclas tipo máquina de escribir en formato QWERTY. Incluye todas las teclas estándar: Escape, Tab ↹, Caps Lock, Control, y 2 ⇧ Mayús. 5 teclas de función en la parte superior (usando Shift + Fn, un total de 10 funciones disponibles). Barra espaciadora normal. A la derecha 2 teclas especiales: Left Graph y Right Graph. En combinación con las teclas alfanuméricas permiten acceder a los pares de caracteres gráficos serigrafiados en cada tecla. Tecla Stop junto con 3 teclas de edición (Copy, Paste/Insert, Out/Delete). Un LED rojo en la tecla Caps Lock que se enciende al clavar mayúsculas. A diferencia de su hermano pequeño el Spectravideo SVI-318, incorpora teclas de cursor y Keypad numérico. con otra tecla ↵ Entrar. En ambos modelos, las teclas de cursor eran consideradas el Joystik 0
- PPI: Intel i8255
- Chip de sonido : General Instrument AY-3-8910 con 3 canales de 8 octavas de sonido más uno de ruido blanco.
- Pantalla controlada por el Chip de gráficos Texas Instruments TMS9918 con capacidad de 32 sprites (1 color, max 4 por línea horizontal) y caracteres redefinibles por el usuario. 16 colores disponibles. Dispone de 3 modos :
  - SCREEN 0 Texto en 40 x 24.
  - SCREEN 1 Gráficos en alta resolución de 256 x 192, con algunas restricciones en color.
  - SCREEN 2 Gráficos en baja resolución de 64 x 48
- Dispositivo de almacenamiento de datos Como soporte nativo utiliza :
  - Casete SV-903 (interfaz propietaria) a 1200 baudios
  - Disquetes de 5'25 en formato CP/M SVI 328 (simple o doble cara)
  - Disco duro de 10/20 Mb
  - Cartucho ROM de hasta 64 KB
- Periférico de entrada/salida
  - Conector de RF (Modulador RF NTSC o PAL). En los originales se conecta a la salida de video compuesto, en los MKII viene integrado
  - Conector DIN 5 de Vídeo Compuesto.
  - Puerto Cartucho SVI
  - Ranura de Expansión.
  - Interfaz de casete propio. (1200 baud)
  - 2 puertos DE-9 de joystick/paddle/mouse/trackball norma MSX. Aceptan joystick norma Atari.
  - Conector de fuente de alimentación externa

## Ampliaciones
- SV-803 Tarjeta de Ampliación de memoria, 16 Kb
- SV-807 Tarjeta de Ampliación de memoria, 64 Kb
- SV-805 Tarjeta de puerto RS-232
- SV-701 Módem interno 300 Bd
- SV-802 Tarjeta Puerto Centronics. Si se quiere usar con una impresora diferente de la SV-901 deben soldarse dos puentes[2]
- SV-806 Tarjeta 80 columnas
- SV-801 Tarjeta controladora de disqueteras
- Controladora de disco duro
- SV-801 Tarjeta de red
- SV-602 MiniExpander permite conectar una sola tarjeta.
- SV-601a Expander proporciona alimentación y varias ranuras, con las disqueteras externas.
- SV-601b El SuperExpander, lo mismo pero con disqueteras y disco duro internos (carcasa parecida a la del IBM PC)
- SV-603 Adaptador de cartuchos ColecoVision
- SV-901 Impresora 80 columnas 50 cps (una Seikosha GP-100A rebautizada). Se vendía con la SV-802 configurada para la impresora
- SV-902 Disquetera externa. Inicialmente SSDD, se sacan también DSDD
- SV-903 Unidad de casete SVI
- SV-105 Tableta gráfica
- Joysticks QuickShot I, QuickShot II y QuickShot III. Los I y II son estándar, siendo el II uno de los más apreciados por los jugones de todos los sistemas. El III es un diseño especial para utilizar con la SV-603 e incluso con la consola ColecoVision

## Fuente
- El Museo de los 8 Bits

## Accesibles solo por Internet Archive
- zonadepruebas Archivado el 2 de enero de 2017 en Wayback Machine.
- Some games for Spectravideo
- SVI-318/328 Emulator de Jimmy Mårdell

- Datos: Q526646
- Multimedia: Spectravideo SVI-328 / Q526646